# Elodes eberti
Elodes eberti es una especie de coleóptero de la familia Scirtidae.

## Distribución geográfica
Habita en  Irán.